# Fleckenkreischeule
Die Fleckenkreischeule (Megascops trichopsis, Synonym: Otus trichopsis), auch Flecken-Kreischeule oder Fleckeneule genannt,  ist eine Art aus der Familie der Eigentlichen Eulen. Sie kommt in drei Unterarten ausschließlich in Nord- und Zentralamerika vor.

## Erscheinungsbild

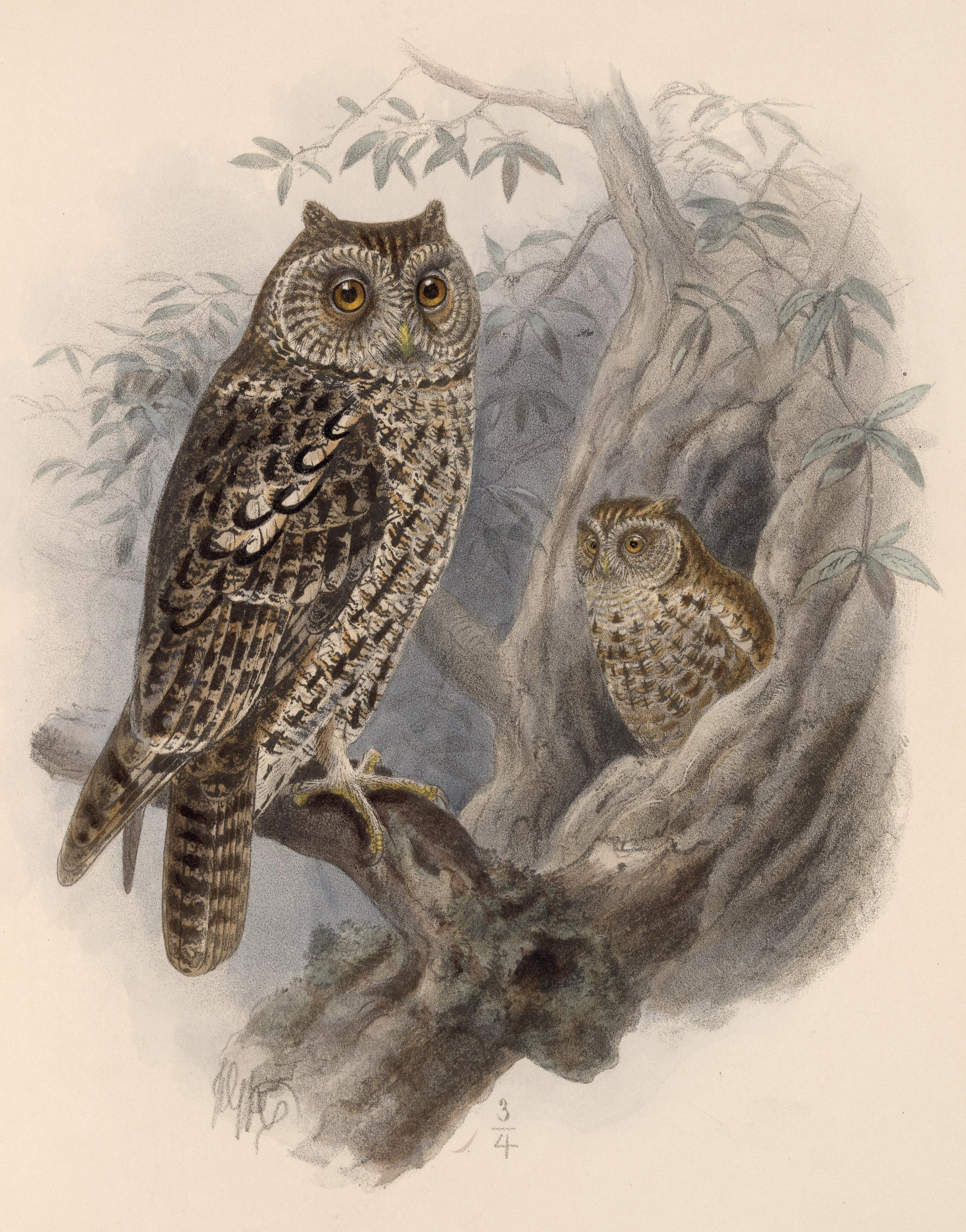
Fleckenkreischeulen (Lithografie von J. G. Keulemans, 1902)

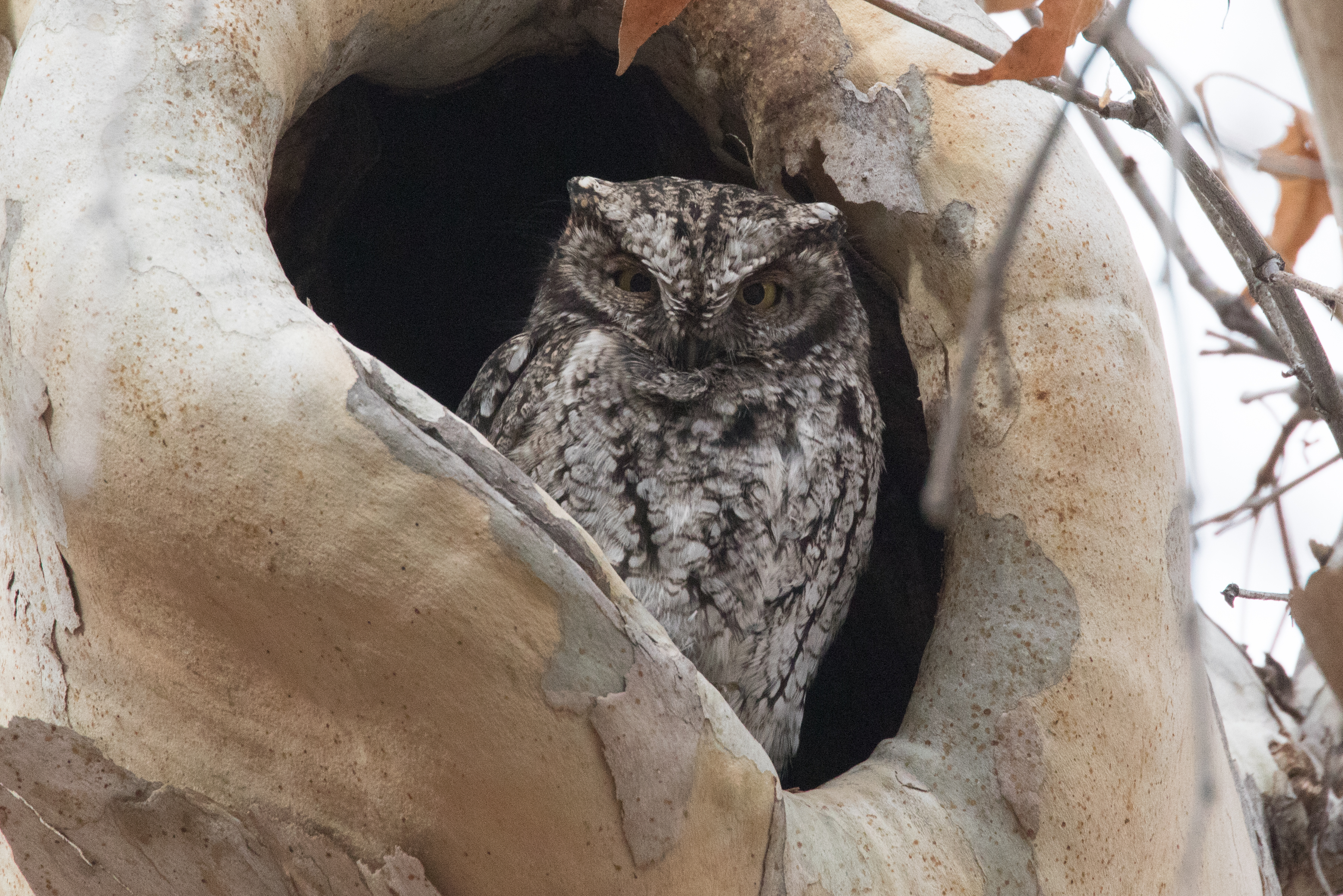
Fleckenkreischeule im Tageseinstand

Mit einer Körpergröße von etwa 18 Zentimetern ist die Fleckenkreischeule innerhalb ihrer Gattung eine verhältnismäßig kleine Art. Sie kommt in zwei Farbmorphen vor und hat entweder ein graubraunes oder ein rötliches Gefieder. Sie hat außerdem kurze, sehr unauffällige Federohren. Die Augen sind gelb. Die Füße sind für eine Eule ihrer Größe verhältnismäßig klein. 
Die Ponderosa-Zwergohreule ist ähnlich groß wie die Fleckenkreischeule, hat aber braune Augen. Die Tropfenkreischeule ist wie die Fleckenkreischeule eine Art der Bergwälder, hat aber ein deutlich dunkleres Gesicht. Die anderen Kreischeulen, die im Verbreitungsgebiet der Fleckenkreischeule vorkommen, sind alle deutlich größer.

## Verbreitung und Lebensraum

Verbreitungsgebiet der Fleckenkreischeule (grün)

Das Verbreitungsgebiet der Fleckenkreischeule erstreckt sich vom Südosten Arizonas über Mexiko bis nach Nicaragua. Sie ist ein Standvogel, der überwiegend Bergwälder in Höhenlagen zwischen 750 und 2.500 Höhenmetern besiedelt. 

## Lebensweise
Die Fleckenkreischeule ist eine nachtaktive Eulenart. Sie übertagt im dichten Blattwerk von Bäumen und sitzt dann meist in unmittelbarer Nähe des Baumstamms. Die Männchen lassen ihren Gesang hören, sobald die Dämmerung hereinbricht. Zu Beginn der Fortpflanzungsperiode sind meist Männchen und Weibchen zu hören und sie singen dann häufig wechselweise. Das Territorium wird energisch gegenüber Eindringlingen verteidigt. 
Das Nahrungsspektrum besteht überwiegend aus Insekten wie Grashüpfern, Grillen, Gottesanbeterinnen, Käfern und Nachtfaltern, auch Schmetterlingsraupen gehören dazu. Daneben werden Spinnen erbeutet. Gelegentlich schlägt die Fleckenkreischeule kleine Wirbeltiere wie Eidechsen, Schlangen, Vögel, Fledermäuse, Spitzmäuse oder Mäuse. Sie jagt überwiegend, indem sie Äste nach Insekten absucht. Das Gelege besteht aus drei bis vier weißen Eiern. Es brütet allein das Weibchen, das vom Männchen mit Nahrung versorgt wird.